# Second Childhood (film 1914)
Second Childhood è un cortometraggio muto del 1914 diretto da Norval MacGregor. Prodotto dalla Selig, il film - una commedia western - fu interpretato da William Hutchinson, John Lancaster, Adele Lane e Lee Morris.

## Produzione
Il film fu prodotto dalla Selig Polyscope Company.

## Distribuzione
Distribuito dalla General Film Company, il film - un cortometraggio in una bobina - uscì nelle sale cinematografiche statunitensi il 29 maggio 1914.